# Knoten Korneuburg
Het Knoten Korneuburg is een snelwegknooppunt in de Oostenrijkse deelstaat Neder-Oostenrijk. Op dit knooppunt bij de stad Korneuburg sluit de (S1) aan op de (A22).

## Bouwvorm
Het knooppunt is een trompetknooppunt.